# Porto da Madama
Porto da Madama é um bairro do município de São Gonçalo, que está localizado na Região Metropolitana do Rio de Janeiro, no Brasil.
O ilustre comerciante Paul Joseph Leroux (Paulo José Leroux), que morava próximo ao porto, teve como colaboradora a sua avó, Maria Margarida Bazim Desmarest, que era francesa. Muito popular na comunidade, a avó do comerciante era chamada de Madama (como os brasileiros entendiam a pronuncia francesa). O porto "da madame" passou então a se chamar “Porto da Madama”.
No local do atual bairro havia um porto muito importante responsável pelo recebimento da lenha proveniente do município de Cachoeiras de Macacu.
Há uma antiga e tombada estação ferroviária. Em 2012, a prefeita Aparecida Panisset sancionou a lei de autoria do vereador Marlos Costa que tombou esta e outras estações na cidade, mais precisamente as estações do Tamoio e de Alcântara, que ainda estão de pé. O projeto original de tombamento prevê a restauração do espaço físico e posterior transformação desse espaço em centro de cultura e de memória. 

## Clima
O clima do bairro é o mesmo de todo o município de São Gonçalo, ameno úmido e quente (20º a 35º).

## IDH
Seu último IDH, Índice de Desenvolvimento Humano, com dados de 2010, era de 0,786. Sendo então classificado como alto. 